# لومدینگ
لومدینگ (به انگلیسی: Lumding) یک زیستگاه انسانی در هند است که در ناگائون واقع شده‌است.

## خصوصیات
لومدینگ ۵۰٬۵۷۰ نفر جمعیت دارد و ۱۲۵ متر بالاتر از سطح دریا واقع شده‌است.